# Kampfpanzer 70
Der Kampfpanzer 70 (KPz 70; englisch Main Battle Tank 70, MBT-70) war Mitte der 1960er-Jahre ein Gemeinschaftsprojekt der USA und der Bundesrepublik Deutschland zur Entwicklung eines Kampfpanzers. Die Entwicklung endete 1971 mit der Einstellung des Vorhabens. Auf den Ergebnissen der Entwicklungsarbeit basierten der deutsche Leopard 2 und der US-amerikanische Kampfpanzer M1 Abrams.

## Entwicklung
Im Jahr 1963, noch vor dem ersten Serienfahrzeug des Leopard 1, gab es Überlegungen, den M48 bei der Bundeswehr und den M60 in der US Army in den 1970er-Jahren durch einen passenden Panzer zu ersetzen. Der Kampfpanzer 70 beziehungsweise Main Battle Tank 70 sollte, bezogen auf die Technik, alle bislang bekannten Panzer übertreffen. Im August 1963 erfolgte der Vertragsabschluss auf Regierungsebene zur Entwicklung eines einheitlichen, standardisierten Kampfpanzers für die Streitkräfte.
Die notwendigen militärischen Forderungen wurden im Dezember 1963 veröffentlicht und von jedem Staat ein Hauptauftragnehmer ernannt. Die USA beauftragten General Motors, die Bundesrepublik Deutschland die Deutsche Entwicklungsgesellschaft (DEG), die aus den Unternehmen Krauss-Maffei, Keller & Knappich, Luther-Werke, Rheinstahl-Henschel, Atlas MaK und den Rheinischen Stahlwerken bestand. Das Unternehmen Wegmann übernahm die Turmherstellung.
Die Zeit zwischen 1964 und 1966 wurde dafür genutzt, ein gemeinsames Konzept zu entwickeln, die Hauptbaugruppen zu bestimmen und das Design zu erarbeiten. Es entstanden verschiedene Holzmodelle im Maßstab 1:1. Die amerikanische Forderung von Schutz vor Beweglichkeit kollidierte mit der Forderung Deutschlands nach Beweglichkeit vor Schutz und war nur eines der Hindernisse, die durch unterschiedliche taktische Vorstellungen entstanden. Einigkeit bestand jedoch darin, dass die Feuerkraft hoch sein sollte. Die Fertigstellung des ersten Prototyps war bis zum März 1967 gefordert. Auf US-amerikanischer Seite wurde im Juli 1967 der erste Prototyp vorgestellt, der deutsche Prototyp folgte im Oktober, beide noch ohne Feuerleitanlage. Die ersten Fahrversuche und Werkserprobungen begannen 1968. Die Anzahl der zu fertigenden Prototypen wurde von acht auf sechs pro Staat reduziert. Die Gesamtanzahl betrug somit 14. Mit der zweiten Generation – die 1969 begonnen wurde – sollte eine Gewichtsreduzierung erzielt werden, die anhand des Prototyps PT VI noch nachgewiesen werden konnte.
Wegen der stetig steigenden Entwicklungskosten – bis dahin rund 830 Millionen DM (etwa 424,4 Millionen Euro) – verließ die Bundesrepublik im Jahr 1969 das Projekt. Das Bundesministerium der Verteidigung, vertreten durch das Bundesamt für Wehrtechnik und Beschaffung, beauftragte Krauss-Maffei mit der Planung und dem Bau des Kampfpanzers Leopard 2 – ein Projekt, das schon 1968 als Experimentalentwicklung Keiler (Leopard 2K) gestartet worden war. Die Kampfpanzer-70-Prototypen und deren Türme dienten in dieser Phase im ET-700-Programm als Erprobungsträger für Triebwerks- und Laufwerksteile. Die ebenfalls durch das Bundesamt für Wehrtechnik und Beschaffung in Auftrag gegebene und von Krauss-Maffei durchgeführte Studie Eber (Leopard 2FK) wurde letztendlich verworfen. Gemäß General Heinz Günther Guderian wurde eine Lösung mit Kanone bevorzugt, das Konzept eines Kampfpanzers auf Basis des Kampfpanzer 70 mit Fahrer in der Wanne und 152-mm-Kombinationswaffe war nicht zu akzeptieren.
In den USA wurde noch bis zum Jahr 1971 an einer abgespeckten Variante, dem XM803 gearbeitet, die jedoch nie Serienreife erreichte. Grund dafür waren die anspruchsvollen Leistungsanforderungen, die wiederum dazu führten, dass in fast allen Baugruppen erhebliche Mängel und Zuverlässigkeitsprobleme auftraten. Der Kongress der Vereinigten Staaten stoppte das Projekt im November und verteilte die Gelder an das XM815-Projekt, später XM1, das 1980 in M1 umbenannt wurde. Die Kanone des Kampfpanzers wurde in gekürzter Form im M551 Sheridan weiter verwendet.

## Technik

### Aufbau

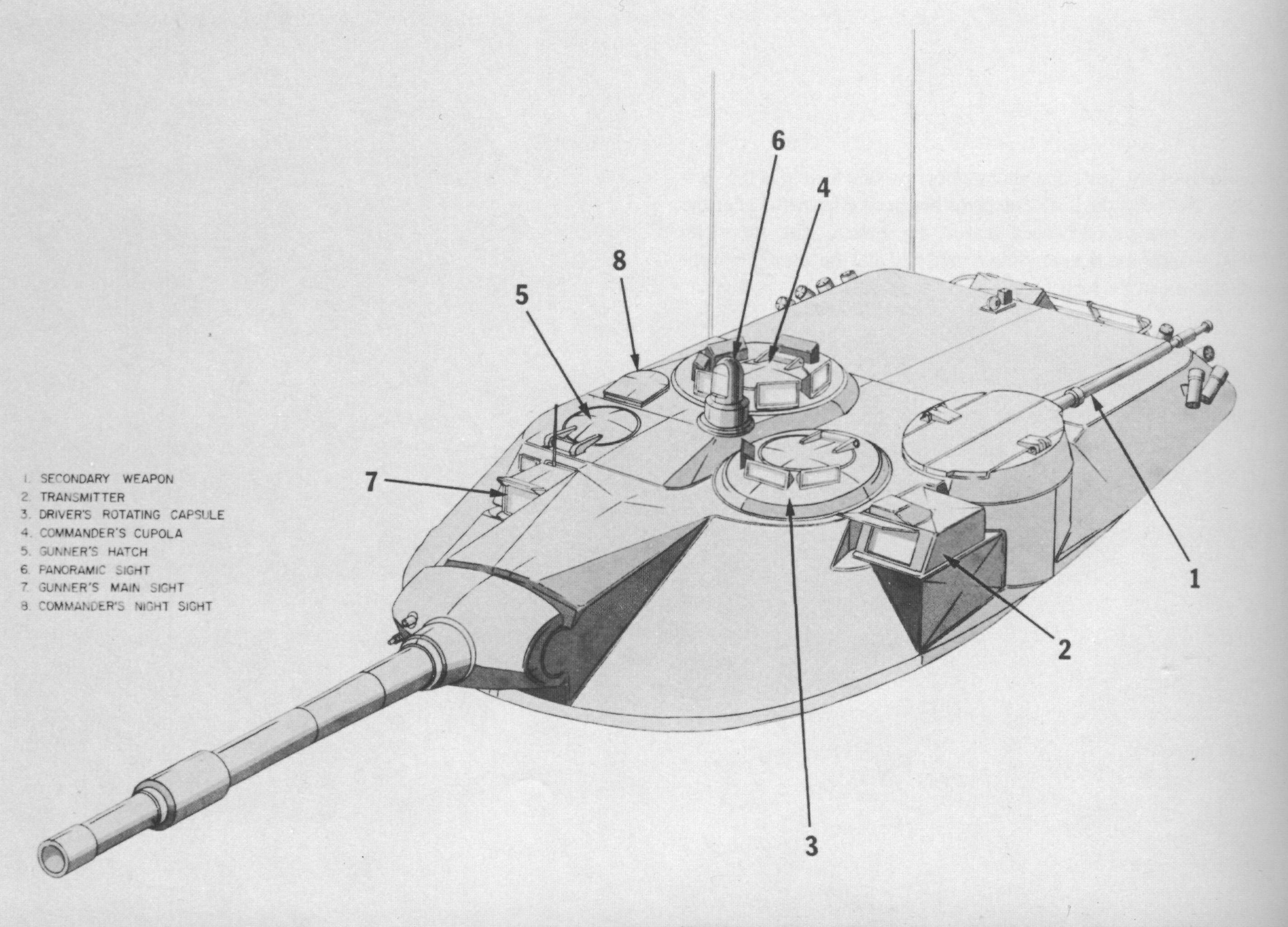
Turm des Kampfpanzers 70 und die Sitzverteilung der Besatzung sowie die Anordnung der Sichtmittel

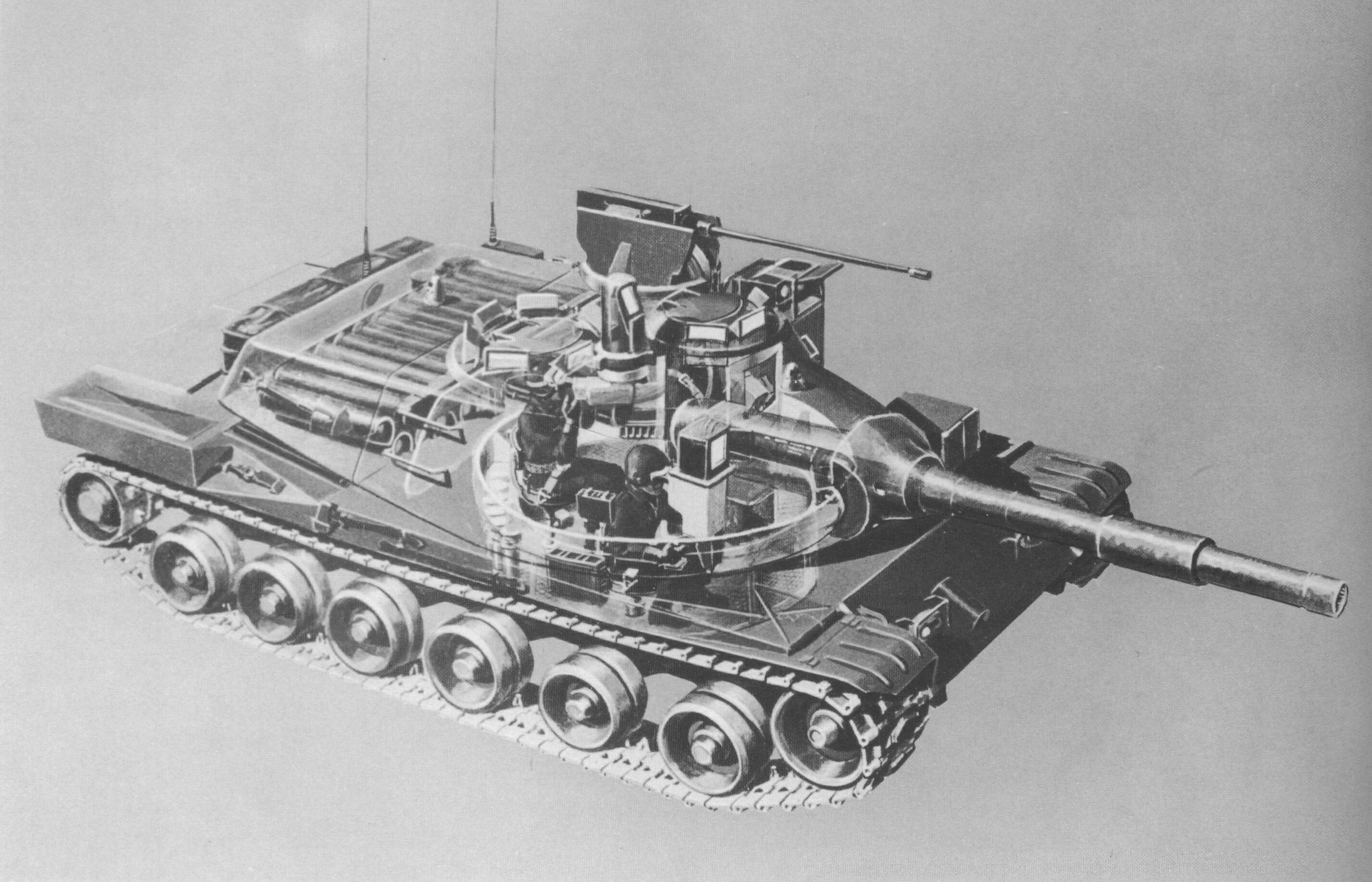
Sitzanordnung und Gestaltung des Innenraums

Die Wanne des Kampfpanzers war sehr flach und trug einen Turm, der die gesamte dreiköpfige Besatzung inklusive Fahrer beherbergte. Der mit drei Winkelspiegeln ausgestattete Fahrer saß links in einem drehbaren Fahrerstand, der immer automatisch auf die Fahrtrichtung der Wanne ausgerichtet war. Bedingt durch das nicht immer korrekte Mitdrehen des Fahrerstandes entsprachen die Bewegungen nicht immer denen der Wanne, was ein räumliches Vorstellungsvermögen vom Fahrer verlangte. Hinter diesem befand sich die 20-mm-Maschinenkanone für die Flugabwehr. Der Richtschütze fand seinen Platz in der rechten Turmseite und verfügte über einen Winkelspiegel und eine eigene Turmluke. Der Kommandant saß in erhöhter Position direkt hinter ihm und verfügte über sechs Winkelspiegel für eine Rundumsicht. Auf den Ladeschützen wurde verzichtet. Der Kampfpanzer verfügte über eine Ladeautomatik im Turmheck.

### Antrieb und Laufwerk

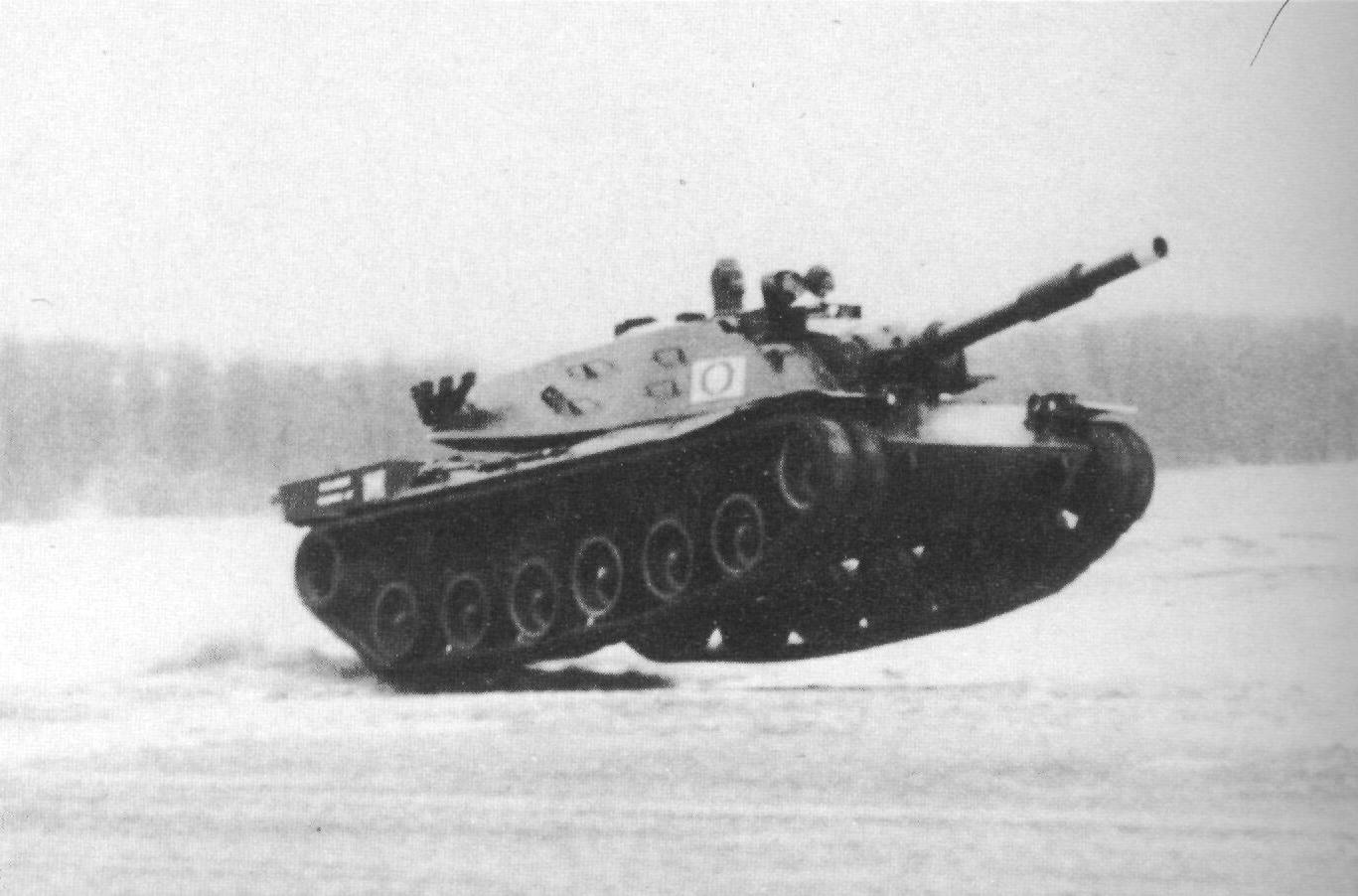
Fahrversuche des KPz 70 auf dem Aberdeen Proving Ground

Als Laufwerk wurde ein Stützrollenlaufwerk mit sechs Laufrollen und drei Stützrollen je Seite gewählt. Das hydropneumatische Federungssystem mit einem Gesamtfederweg von 60 cm ermöglichte der Besatzung, den Kampfpanzer beim Stillstand sowie in Fahrt zu heben und zu senken. Für die Endanschläge dienten Kegelstumpffedern. Die Laufrollen der ersten Generation hatten einen Durchmesser von 66 cm und eine Breite von 15,6 cm. Die zweite Generation wurde zur Gewichtsreduktion aus Magnesium gefertigt und erhielt einen Durchmesser von 70 cm und eine Breite von 16,4 cm, um eine höhere Laufleistung zu erreichen. Als Gleiskette diente eine gummigelagerte Verbinderkette mit abnehmbaren Kettenpolstern des Unternehmens Diehl.
Angetrieben wurden die Prototypen in der US-Version von einem luftgekühlten V12-Dieselmotor AVCR-1100 von Teledyne Continental Motors mit 1080 kW (1470 PS); in der deutschen Variante kam ein Daimler-Benz-Motor MB 873 Ka-500 mit 1100 kW (1500 PS) zum Einsatz, der später durch ein Derivat von MTU ersetzt wurde. Beide Triebwerke waren als Vielstoffmotor ausgelegt. Beim Betrieb mit Benzin betrug die Leistung des deutschen Triebwerks 809 kW (1100 PS). Die Höchstgeschwindigkeit bei maximaler Drehzahl lag bei 72 km/h, die durchschnittliche bei 68 km/h. Der Triebwerksblock von Daimler-Benz verfügte mit 165 mm über die gleiche Bohrung wie das Leopard-1-Triebwerk. Der Kolbenhub wurde auf 155 mm verkleinert, um die Drehzahl von 2600/min zu erreichen. Im Gegensatz zum Continental-Motor mit variablem Kompressionsverhältnis und zweistufiger Aufladung wurde die technisch ausgereifte Lösung mit zwei Abgasturboladern und Ladeluftkühlung gewählt, um die geforderte Leistung zu erreichen. Der Kraftstoffvorrat beider Panzer betrug 1300 l. Ein Drehstromgenerator mit einer Leistung von 20 kW diente als Stromerzeuger. Die Batterieanlage bestand aus acht Batterien mit 400 Amperestunden.
Als Getriebe kam das – im späteren Leopard 2 ebenfalls verbaute – Schalt-, Wende- und Lenkgetriebe HSWL 354 von Renk zum Einsatz, das in beiden Varianten genutzt wurde. Ausgestattet mit einer integrierten Betriebsbremse und einer verschleißfreien hydraulischen Strömungsbremse (hydrodynamischer Retarder) diente es zur Kraftübertragung, zum Bremsen und zum Lenken des Panzers. Die Schaltvorgänge der Automatik mit vier Vorwärts- und zwei Rückwärtsgängen erfolgten elektro-hydraulisch. Die Lenkradien des Panzers waren abhängig vom vorgewählten Gang des integrierten Überlagerungslenkgetriebe.

### Schutzeinrichtungen
Die Panzerung von Turm und Wanne war als Schottpanzerung ausgelegt. Der geforderte Strahlenschutz gegen Neutronenstrahlung für den Kampfraum wurde durch die Verwendung einer 15 cm bis 20 cm starken Schicht aus Polyethylen erreicht. Die Generation 2 erhielt zusätzliche Seitenschürzen, um das Laufwerk zu schützen. Neben einer ABC-Schutzanlage verfügte der Kampfraum über eine Brandunterdrückungsanlage und eine Klimaanlage. Alle elektrischen Baugruppen waren gegen EMP geschützt und die Optiken mit einem „Atomblitzschutz“ versehen.
Die Panzerung bot auf 800 m ballistischen Schutz gegen 105-mm-APDS-Munition.

### Bewaffnung

#### Waffenanlage

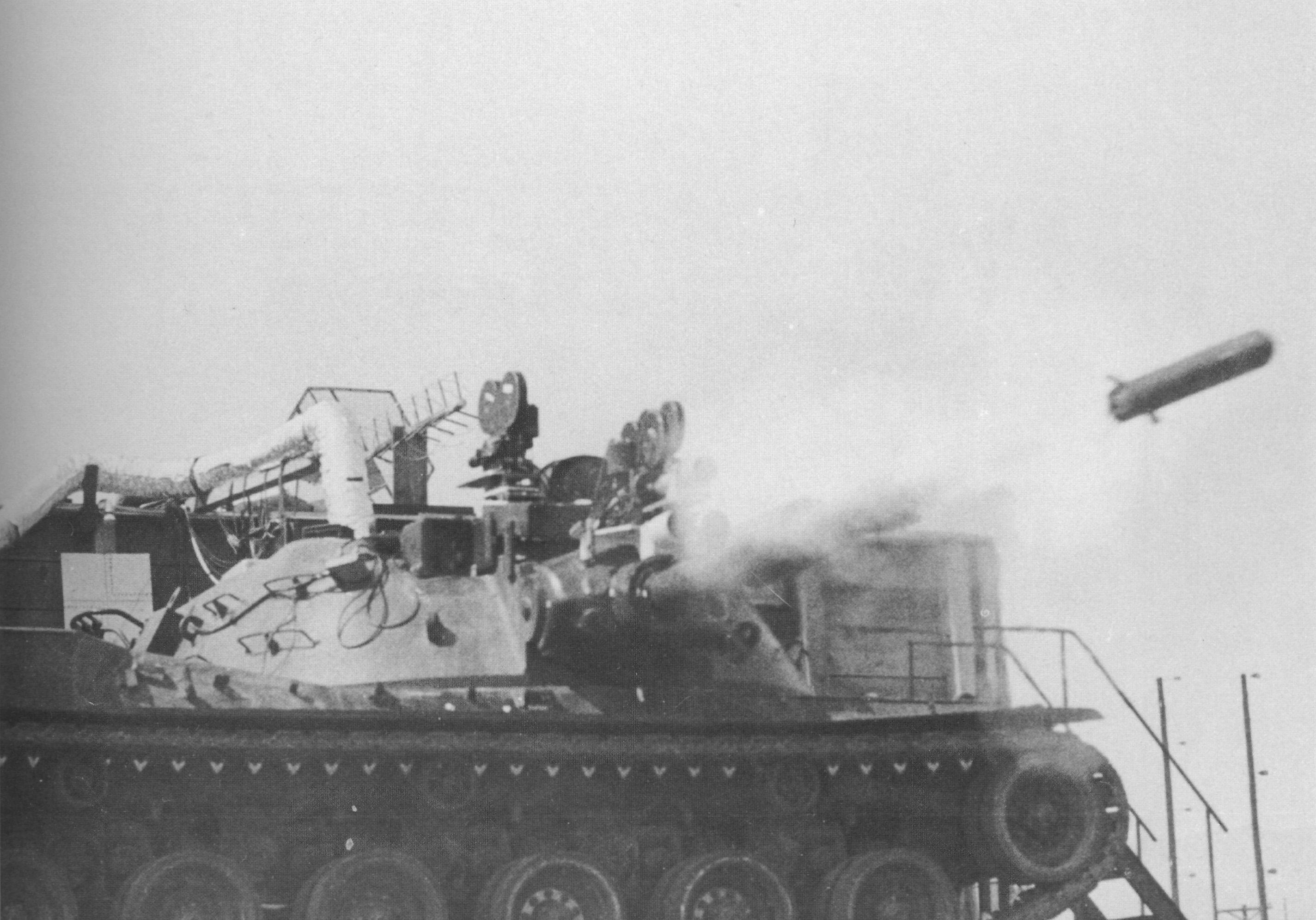
Shillelagh-Flugkörper nach dem Verlassen der Kombinationswaffe XM-150

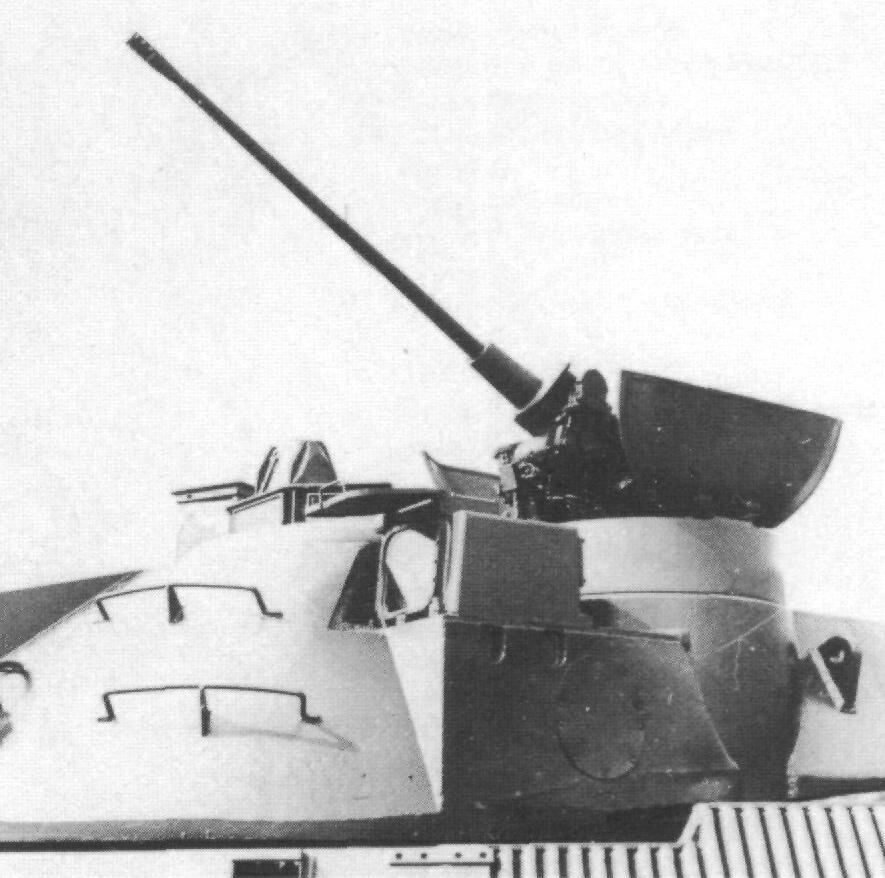
Die 20-mm-Maschinenkanone im Detail. Unterhalb die Lenkeinrichtung für die Shillelagh-Rakete

Die Hauptbewaffnung bestand aus der von General Motors entwickelten Kombinationswaffe XM 150E5 im Kaliber 152 mm. Mit einem Rauchabsauger ausgestattet und mit einem Feld/Zug-Profil versehen war die Waffe in der Lage, konventionelle Panzermunition sowie eine Panzerabwehrlenkwaffe vom Typ MGM-51 Shillelagh zu verschießen. Die Führung der Lenkwaffe erfolgte durch eine Keilnut im Rohr, um eine Drehung um die Längsachse während des Fluges zu verhindern. Auf eine Wärmeschutzhülle, wie diese sonst zum Ausgleich der Temperaturbeeinflussung bei Sonnenbestrahlung, Regen und Schnee üblich ist, wurde verzichtet.
Der Schwenkbereich des Turms betrug 360°, der Höhenrichtbereich der Kanone von −9° bis +20°. Der Richt- und Schwenkvorgang der von Cadillac Gage und den Feinmechanischen Werken Mainz (FMC) entwickelten Richt- und Waffennachführanlage erfolgte elektro-hydraulisch. Die Pumpen der Anlage waren in die Wanne eingebettet. Die Kanone war vorstabilisiert und folgte den Werten der primärstabilisierten Zieloptik.
Durch Vorbehalte gegenüber dem Shillelagh-System waren in Deutschland auch Pläne entstanden, eine von Rheinmetall gefertigte 120-mm-Glattrohrkanone einzubauen, die ebenfalls eine Ladeautomatik nutzen sollte.
Als Sekundärbewaffnung dienten ein achsparallel zur Hauptwaffe angebrachtes Maschinengewehr im Kaliber 7,62 mm und eine turmunabhängige 20-mm-Maschinenkanone für die Flugabwehr. Die in Deutschland genutzte MK 20-Rh202 von Rheinmetall verfügte über einen Höhenrichtbereich von −15° bis +65° bei einer Richtgeschwindigkeit von 60°/s und einen Seitenrichtbereich von 360° bei 90°/s. Die Zeit für das Ein- und Ausfahren der Waffenanlage betrug 3 s und 4,5 s. Wie auch die Bordkanone folgte die Waffe den Vorgaben der stabilisierten Zieloptik.
Zur Tarnung und zum Eigenschutz verfügte der Panzer über eine Nebelmittel- und Sprengkörperwurfanlage am Turm.

#### Feuerleit- und Zielausrüstung
Als Hauptzielfernrohr (HZF) für den Richtschützen diente das von DELCO Electronics entwickelte pankratische Fernrohr mit einer 8- bis 14-fachen Vergrößerung mit eigenstabilisierter Sichtline. Zur Entfernungsermittlung diente ein Laser. Beides wurde im gepanzerten Ausblickkopf vereint, der sich rechts von der Hauptwaffe befand und durch eine aufklappbare Beschussblende geschützt wurde. Die Lenkeinrichtung der Shillelagh-Rakete befand sich links unterhalb der 20-mm-Maschinenkanone. Als Hilfzielfernrohr stand ein Turmzielfernrohr (TZF) zur Verfügung, das auch nachts einsetzbar war.
Die Zieleinrichtungen des Kommandanten befanden sich auf dem Turmdach und waren in den Turm versenkbar. Das Rundblick- und Flugabwehrzielfernrohr war stabilisiert und diente zum Beobachten und zum Führen der Flugabwehrmaschinenkanone. Der Höhenrichtbereich entsprach der Sekundärwaffe von −15° bis +65°. Rechts davon befand sich das Infrarot-Nachtsichtgerät, das im Gegensatz zum Rundblickperiskop eine große Baugröße erreichte. Alle Optiken verfügten über eine zuschaltbare elektrische Enteisungsanlage.
Für den Nachtkampf wurden verschiedene Systeme getestet. So erhielt der Kampfpanzer den IR-/Weißlicht-Schießscheinwerfer XSW-30-U von AEG-Telefunken vom Leopard 1, der links an der Kanonenblende montiert war.
Das Infrarot-Nachtsichtgerät auf dem Turm verfügte über eine Fernsehkamera. Das System des Fahrers war ebenfalls passiv und wurde durch eine Fahrerfernsehanlage unterstützt.
Um auch aus der Fahrt heraus ein Ziel treffen zu können, wurde der Kampfpanzer 70 mit einem digitalen Feuerleitrechner ausgestattet, der den nötigen Vorhalt und den Aufsatz ermittelte. Das Hauptzielfernrohr diente dazu als führende Optik; die stabilisierten Spiegel der Sichtline waren die Vorgaben, um Turm und Waffe durch die Waffennachführanlage nachzuführen. Unter Einbezug von Luft- und Pulvertemperatur, Luftdruck, Schildzapfenverkantung, Seitenwind und Rohrabnutzung wurden die nötigen Korrekturen ermittelt und umgesetzt. Die Rücksteuerung, ein geschwindigkeitsunterstütztes Zielverfolgungssystem, reduzierte die Fehlerquote um die Hälfte, indem die Eigenbewegung bei Querfahrt und die Distanzänderung zum Ziel mitkalkuliert wurde. Der Richtschütze musste nur noch mitrichten.

#### Munition
Der gesamte Munitionsvorrat betrug 50 Patronen, die alle im Turm gelagert wurden, 26 befanden sich in der Ladeautomatik. Als Panzermunition stand HEAT-Munition, Kartätschen-Munition und ein panzerbrechendes, flügelstabilisiertes Treibspiegelgeschoss vom Typ APFSDS (APFSDS für Armor Piercing Fin-Stabilized Discarding Sabot) zur Verfügung. Der Lenkflugkörper MGM-51 Shillelagh (US) mit verbrennbaren Hülsen sollte die Trefferwahrscheinlichkeit auf weite Kampfentfernungen erhöhen.
Für die Flugabwehrkanone stand eine ganze Bandbreite an Munition zur Verfügung, die nach dem NATO-Standard-Kaliber 20 × 139 mm gefertigt wurde. Durch den Einsatz eines Doppelgurtzuführers konnten zwei verschiedene Munitionssorten im direkten Wechsel verschossen werden. Der Munitionsvorrat betrug 660 Patronen.

## Verbleib
Nach der Einstellung des Projektes wurden zwei Prototypen des Kampfpanzers 70 an Museen abgegeben. So befindet sich in der Wehrtechnischen Studiensammlung Koblenz sowie im Panzermuseum Munster je ein Exemplar. Die amerikanischen Varianten befinden sich in Fort Knox, im Aberdeen Proving Ground (US Army Ordnance Museum) und im Southern New England Military Museum.